# هارون باديلي
هارون باديلي (بالإنجليزية: Aaron Baddeley)‏ هو لاعب غولف أسترالي وأمريكي، ولد في 17 مارس 1981 في لبنان في الولايات المتحدة.

## وصلات خارجية
- الموقع الرسمي
- هارون باديلي على موقع رابطة لاعبي الغولف المحترفين (الإنجليزية)
- هارون باديلي على موقع رابطة أوروبا للاعبي الغولف المحترفين (الإنجليزية)
- هارون باديلي على موقع رابطة اليابان للاعبي الغولف المحترفين (الإنجليزية)
- هارون باديلي على موقع التصنيف العالمي الرسمي للغولف (الإنجليزية)